# 福岡東映
福岡東映劇場（ふくおかとうえいげきじょう）は、かつて福岡県福岡市博多区中洲に存在した東映封切の映画館である。

## 概要
- 1957年（昭和32年）、邦画封切の「福岡東映劇場」と洋画封切の「東映地下劇場」の2館体制でオープン。当時の座席数は東映が668席、東映地下が254席だった[2]。後に東映地下劇場は「東映パラス」と改称。福岡県内における東映系列のチェーンマスターとして、『仁義なき戦い』『網走番外地』などのシリーズ物や『東映まんがまつり』『東映アニメフェア』などの子供向け作品まで数多くのヒット作を上映してきた。
- 1992年（平成4年）4月に建て替えのため長期休館後、1994年（平成6年）6月に商業ビル「福岡東映プラザ」が開業。同ビルの9階に東映の九州支社が移転し、地下2階に1スクリーン・288席の映画館として「福岡東映」が再オープンした。
- 再開業から2年後の1996年（平成8年）にAMCキャナルシティ（現在のユナイテッド・シネマキャナルシティ）、2000年（平成12年）にユナイテッド・シネマ福岡（ホークスタウン内）といったシネマコンプレックスが相次いでオープン。その影響で業績は徐々に低下し、2003年（平成15年）9月30日『青春ばかちん料理塾』『17才 〜旅立ちのふたり〜』の上映を最後に閉館し、46年の歴史に幕を閉じた。映画館閉館後も東映プラザ自体は残存し、キャバクラやスナックなどが入居している。
- 当館閉館後、しばらく福岡市内に東映系列の映画館は存在しなかったが、2011年（平成23年）3月3日、JR博多シティ内にオープンしたシネコン「T・ジョイ博多」（東映の連結子会社であるティ・ジョイが運営）で7年半ぶりに復活した（事実上の福岡市内への再進出）。

## 福岡東映プラザのフロア構成
| フロア     | 入居施設          |
| ---------- | ----------------- |
| 9階        | クラブ ルッソ     |
| 8階        | クラブ A-1        |
| 7階        | 東映7番街         |
| 6階        | クラブ 花さくら   |
| 5階        | 東映5番街         |
| 4階        | Club ゆめさくら   |
| 3階        | ニュークラブ 離宮 |
| 2階        | 倶楽部 艶         |
| 1階        | オーリック中洲店  |
| 地下1・2階 | クラブ バロン     |

## 関連劇場
- 福岡東映グランド
福岡市博多区中洲4丁目7-8に存在した映画館。定員432席。主に洋画を中心に上映していた。1998年3月に閉鎖後、中洲5丁目4-5にあった松竹系列映画館「福岡松竹」が移転したが、わずか2年後の2000年2月27日をもって閉館している。
- 小倉東映劇場
北九州市小倉北区船場町2-6に存在した映画館。1961年、地下1階地上6階建ての商業施設「小倉東映会館」内に開業。同ビルの4階に「小倉東映」（336席）と東宝系封切館だった「小倉東宝」（196席）があったが、T・ジョイリバーウォーク北九州のオープンに伴い2003年6月に閉鎖。建物は2004年9月の解体後、高層マンションなどが入居する「オリエントキャピタルタワー」が2007年10月に開業した。